# Luchthaven Paphos

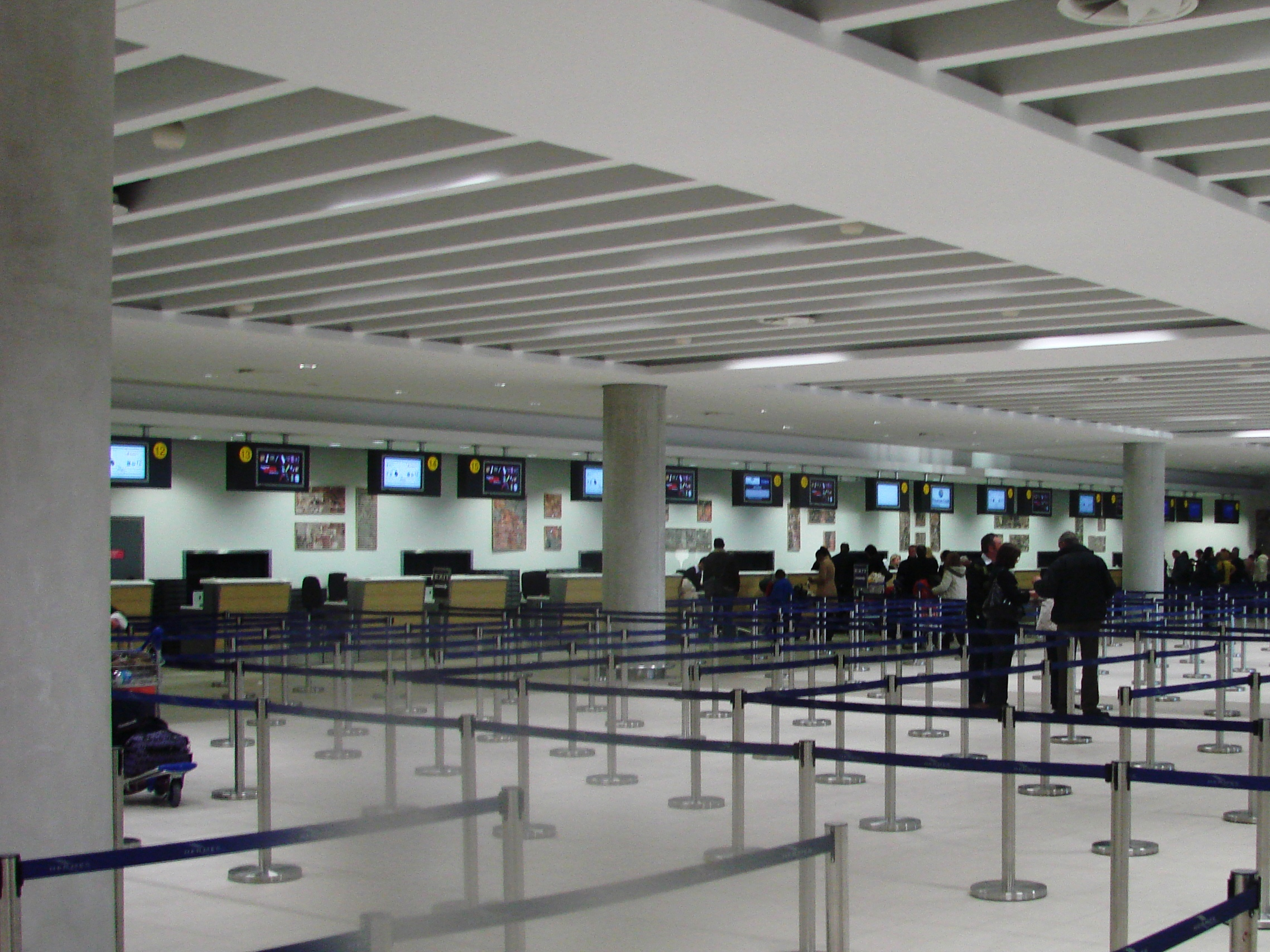
Incheckbalies op de luchthaven van Paphos

Luchthaven Paphos (Grieks: Διεθνής Αερολιμένας Πάφου, Turks: BAF Uluslararası Havaalanı) (IATA: PFO, ICAO: LCPH) ligt op 6,5 km ten zuidoosten van de stad Paphos. Het is de tweede luchthaven van Cyprus (na Luchthaven Larnaca). De luchthaven wordt gebruikt door toeristen die vakantie vieren in het westen van Cyprus, de luchthaven ligt vlak bij Coral Bay, Limassol en Paphos zelf.
In november 2008 werd op de luchthaven een nieuwe terminal geopend. Deze heeft een capaciteit van 2,7 miljoen passagiers per jaar.
Volgens de luchthavenexploitant verwerkte Paphos International 1.744.011 passagiers in 2007. De luchthaven heeft 28 check-in balies, 6 boarding gates, een bank, restaurants, cafetaria's, bars, een taxfree-shop en een cadeauwinkel. Andere faciliteiten zijn een toeristische helpdesk, autoverhuur, eerste hulp, een baby-/ouderruimte en gehandicaptenfaciliteiten.

## Luchtvaartmaatschappijen en bestemmingen
Hieronder volgen de luchtvaartmaatschappijen en bestemmingen voor de zomer van 2017.
| Maatschappij         | Bestemming |
| -------------------- | --- |
| ASL Airlines         | Parijs, Nantes |
| British Airways      | Londen Gatwick |
| Cobalt Air           | Athene |
| Condor flugdienst    | Frankfurt |
| Danish Air Transport | Aarhus |
| Easyjet              | Bristol, Edinburgh,Londen Gatwick, Londen Luton, Manchester |
| Eurowings            | Wenen |
| Finnair              | Helsinki |
| Germania             | Berlin, Dresden, Dusseldorf, Hamburg, Munich, Nurnberg, Stuttgart |
| Globus               | Moskou |
| Jet2.com             | Birmingham, East Midlands, Edinburgh, Glasgow, Leeds Bradford, Londen Stansted, Manchester, Newcastle                                                                                          |
| Rossiya              | Moskou |
| Ryanair              | Chania, Haifa, Kaunas, Krakow, Londen Stansted, Stockholm, Tel Aviv, Thessaloniki |
| Thomas Cook Airlines | Birmingham, East Midlands, Londen Gatwick, Manchester, Newcastle |
| Thomson Airways      | Birmingham, Bournemouth, Bristol, Cardiff, Doncaster, East Midlands, Edinburgh, Exeter, Glasgow, Leeds Bradford, Londen Gatwick, Londen Stansted, Londen Luton, Manchester, Newcastle, Norwich |
| Transavia            | Amsterdam |
| Travel Service       | Katowice, Warschau |
| TUI Airlines Belgium | Brussel |

## Aantal passagiers[4]
| Jaar | Passagiers |
| ---- | ---------- |
| 2006 | 1.832.655  |
| 2007 | 1.744.800  |
| 2008 | 1.765.461  |
| 2009 | 1.590.905  |
| 2010 | 1.613.546  |
| 2011 | 1.778.898  |
| 2012 | 2.242.797  |
| 2013 | 2.175.114  |
| 2014 | 2.097.923  |
| 2015 | 2.277.741  |
| 2016 | 2.336.471  |